# Parnamirim (ort)
Parnamirim är en ort i Brasilien.   Den ligger i kommunen Parnamirim och delstaten Pernambuco, i den östra delen av landet, 1 200 km nordost om huvudstaden Brasília. Parnamirim ligger 396 meter över havet och antalet invånare är 7 928.
Terrängen runt Parnamirim är platt. Runt Parnamirim är det glesbefolkat, med 15 invånare per kvadratkilometer..
Omgivningarna runt Parnamirim är huvudsakligen savann.